# 20 Anos de Carreira - Ao Vivo
20 Anos de Carreira - Ao Vivo é o segundo álbum ao vivo e o segundo DVD do cantor brasileiro Daniel em carreira solo. Foi gravado em dezembro de 2002 no ATL Music Hall, no Rio de Janeiro, pela TV Globo, e lançado em 2003 pela Warner Music. Teve como sucessos as canções "Evidências" e "Eu Sem Você". O projeto foi lançado em formatos de CD e DVD, sendo que o primeiro chegou a marca de 250 mil cópias vendidas em todo o Brasil e conquistou o disco de platina, já o segundo, alcançou a marca de 100 mil de cópias e conquistou o disco de diamante.

## Sobre o álbum
Em dezembro de 2002, foi realizado um show especial comemorativo aos 20 anos de carreira do cantor. Além de lotar por duas noites o ATL Hall, uma das maiores casa de show do Rio de Janeiro, o show foi transformado em um especial para a TV Globo, exibido em 19 de janeiro de 2003, conseguindo altos índices de audiência.
Durante o show, também foi realizado a gravação do DVD, que contou com direção de Aloysio Legey, responsável por montar um grande aparato de câmeras e unidades móveis de edição de imagens. Mais de 150 profissionais estiveram envolvidos no projeto. No palco, Daniel recebeu amigos como Zezé di Camargo & Luciano, Sérgio Reis, Rick & Renner, além de seu pai, José Camillo. Outra grande atração foi a participação da bateria e passistas da Escola de Samba Beija-Flor, do Rio de Janeiro.

## Lista de faixas
| Edição de CD   |                                                                    |                                                                            |         |  |
| N.º            | Título                                                             | Compositor(es)                                                             | Duração |  |
| 1.             | "Eu Sem Você"                                                      | Rick                                                                       | 3:31    |  |
| 2.             | "Evidências"                                                       | José Augusto / Paulo Sérgio Valle                                          | 4:35    |  |
| 3.             | "Um Homem Apaixonado"                                              | Lucimar                                                                    | 4:36    |  |
| 4.             | "Dá-Me, Dá-Me (Dame Dame)"                                         | Roberto Sorokin / Pablo Duchovny (Versão: Carlos Randall / Mário Campanha) | 3:42    |  |
| 5.             | "Vida Minha"                                                       | Peninha                                                                    | 4:08    |  |
| 6.             | "Quando o Coração Se Apaixona"                                     | Zé Henrique                                                                | 3:46    |  |
| 7.             | "Só Seu Amor Não Vai Embora" (part. Rick & Renner)                 | Lucimar / Monalisa                                                         | 4:03    |  |
| 8.             | "Estou Apaixonado (Estoy Enamorado)"                               | Donato Poveda / Estéfano (Versão: Carlos Colla)                            | 4:55    |  |
| 9.             | "Meu Reino Encantado" (part. José Camillo)                         | Valdemar Reis / Vicente P. Machado                                         | 3:34    |  |
| 10.            | "O Mais Importante é o Verdadeiro Amor (Tanta Voglia Di Lei)"      | Roby Facchinetti / Valerio Negrini (Versão: Fernando Adour)                | 4:25    |  |
| 11.            | "A Ferro e Fogo" (part. Zezé Di Camargo & Luciano)                 | João Victor / Vinícius / Waléria Leão                                      | 3:42    |  |
| 12.            | "Pot-Pourri: Peão Apaixonado / Eu Me Amarrei / Pode Passar o Rodo" | Pinocchio; Waldir Luz / Tivas; Tivas / Nino                                | 4:11    |  |
| 13.            | "Adoro Amar Você"                                                  | Peninha / Elias Muniz                                                      | 4:20    |  |
| 14.            | "Só o Amor (Solo el Amor)"                                         | Donato Poveda (Versão: Manoel Nenzinho Pinto / Daniel)                     | 4:06    |  |
| 15.            | "Te Amo Cada Vez Mais (To Love You More)"                          | David Foster / Junior Miles (Versão: Roberto Merli)                        | 5:26    |  |
| 16.            | "Pot-Pourri: Brasil, Samba e Forró / Dengo / Fricote"              | Chico Amado / Xodó / Neldon Farias; Waldir Luz / Daniel; Leandro Lehart    | 4:57    |  |
| 17.            | "É Gol"                                                            | João Gustavo / Neldon Farias / Casagrande                                  | 3:25    |  |
| Duração total: | Duração total:                                                     | Duração total:                                                             | 1:11:32 |  |

| Edição de DVD  |                                                                        |                                                                                             |         |  |
| N.º            | Título                                                                 | Compositor(es)                                                                              | Duração |  |
| 1.             | "Sonho Encantado" (part. Cristian Fernandes)                           | Marco Camargo / Roger Borin                                                                 | 4:55    |  |
| 2.             | "Pot-Pourri: Declaração de Amor / Vai Dar Samba / Pra Falar a Verdade" | Altay Veloso; Peninha; Peninha / Regis Danese                                               | 5:48    |  |
| 3.             | "Esperança"                                                            | Luiz Schiavon / Nil Bernardes / Marcelo Barbosa                                             | 4:14    |  |
| 4.             | "Evidências" (part. Chitãozinho & Xororó)                              | José Augusto / Paulo Sérgio Valle                                                           | 5:00    |  |
| 5.             | "Estou Apaixonado (Estoy Enamorado)"                                   | Donato Poveda / Estéfano (Versão: Carlos Colla)                                             | 6:10    |  |
| 6.             | "Saudade de Minha Terra" (part. Sérgio Reis e Guilherme & Santiago)    | Belmonte / Goiá                                                                             | 4:30    |  |
| 7.             | "Paixão Caipira / música incidental: Recordação" (part. José Camillo)  | Waldir Luz / Tivas (Recordação: Goiá / Nenete)                                              | 3:58    |  |
| 8.             | "Pot-Pourri: Brasil, Samba e Forró / Dengo / Fricote"                  | Chico Amado / Xodó / Neldon Farias; Waldir Luz / Daniel; Leandro Lehart                     | 6:24    |  |
| 9.             | "Só Seu Amor Não Vai Embora" (part. Rick & Renner)                     | Lucimar / Monalisa                                                                          | 4:49    |  |
| 10.            | "Pot-Pourri: Meu Bem Querer / Amor I Love You / Um Dia de Domingo"     | Djavan; Carlinhos Brown / Marisa Monte; Miguel Plopschi / Michael Sullivan / Paulo Massadas | 5:29    |  |
| 11.            | "Sonhos de um Palhaço"                                                 | Antônio Marcos / Sérgio Sá                                                                  | 6:12    |  |
| 12.            | "Adoro Amar Você"                                                      | Peninha / Elias Muniz                                                                       | 4:24    |  |
| 13.            | "A Ferro e Fogo" (part. Zezé Di Camargo & Luciano)                     | João Victor / Vinícius / Waléria Leão                                                       | 3:45    |  |
| 14.            | "Vida Minha"                                                           | Peninha                                                                                     | 4:07    |  |
| 15.            | "Só o Amor (Solo el Amor)"                                             | Donato Poveda (Versão: Manoel Nenzinho Pinto / Daniel)                                      | 4:10    |  |
| 16.            | "Te Amo Cada Vez Mais (To Love You More)"                              | David Foster / Junior Miles (Versão: Roberto Merli)                                         | 5:29    |  |
| 17.            | "Quando o Coração Se Apaixona"                                         | Zé Henrique                                                                                 | 3:55    |  |
| 18.            | "Dá-Me, Dá-Me (Dame Dame)"                                             | Roberto Sorokin / Pablo Duchovny (Versão: Carlos Randall / Mário Campanha)                  | 3:50    |  |
| 19.            | "Um Beijo Pra Me Enlouquecer"                                          | Rick                                                                                        | 3:54    |  |
| 20.            | "Pot-Pourri: Peão Apaixonado / Eu Me Amarrei / Pode Passar o Rodo"     | Pinocchio; Waldir Luz / Tivas; Tivas / Nino                                                 | 4:17    |  |
| 21.            | "A Gata do Milênio" (part. Bateria da Beija-Flor)                      | Waldir Luz / Nana Nascimento / Marcos Maceió                                                | 5:20    |  |
| 22.            | "Show de Bola"                                                         | Waldir Luz / Neldon Farias / Cláudio Pinto                                                  | 3:39    |  |
| Duração total: | Duração total:                                                         | Duração total:                                                                              | 1:44:11 |  |

## Charts
| Tabela musical    | Melhor posição |
| ----------------- | -------------- |
| Brasil (ABPD) DVD | 20             |
| Brasil (ABPD) DVD | 19             |

## Certificações e vendas
| Brasil (ABPD)                             | Platina  | 2004 | 250.000* |
| Brasil (ABPD) DVD                         | Diamante | 2006 | 100.000* |
| *número de vendas baseado na certificação |          |      |          |